# Tătăruși
Tătăruși – wieś w Rumunii, w okręgu Jassy, w gminie Tătăruși. W 2011 roku liczyła 1765 mieszkańców.